# Braxton Bragg
Braxton Bragg, född 22 mars 1817, död 27 september 1876, var en amerikansk general i sydstatsarmén, där han  var befälhavare för Mississippiarmén. 

## Biografi
Braxton Bragg var bror till politikern Thomas Bragg.
Bragg deltog som artilleriofficer i kriget mot Mexiko 1846-48, och blev efter slaget vid Buena Vista 1847 överstelöjtnant. Vid inbördeskrigets utbrott slöt sig Bragg till sydstaterna. Han blev 1861 brigadgeneral och 1862 befälhavare för Mississippiarmén. Efter att han 20 september 1863 besegrade nordstaternas armé vid Chickamauga blev han i november samma år besegrad av Ulysses S. Grant i Chattanoogafälttåget.
Av den militärhistoriska forskningen betraktas Bragg som den sämste av de högre generalerna i sydstaternas tjänst. Trots att hans trupper ofta var numerärt överlägsna fiendens, blev han besegrad i de flesta slag han förde högsta befälet. Han kritiseras för sin otålighet och för sina dåliga relationer med sina närmaste underordnade chefer, vilka gjorde allt för att få honom avlägsnad från sitt befäl.
Braggs krigskonst kännetecknades av taktisk fantasilöshet vilket visade sig genom att frontalanfallet var hans vanligaste taktiska manöver. Hans oförmåga att fullfölja en taktisk seger medförde ofta att en sådan vändes i ett strategiskt nederlag. Sina misslyckanden skyllde han oftast på sina underlydande vilka blev kraftigt och offentligt kritiserade. Braggs bästa sida var som organisatör och i detta påminner han om nordstaternas George B. McClellan.